# Kristian Kulset
Kristian Marthinsen Kulset, né le 1er octobre 1995 à Tønsberg, est un coureur cycliste norvégien. 

## Biographie
Kristian Kulset est le fils de Vegard Kulset, dirigeant de la chaîne de stations services Uno-X (en). Ses trois frères Sindre, Magnus et Johannes sont également coureurs cyclistes
Il met un terme à sa carrière de coureur à l'issue de la saison 2022.